# Arassen Ragaven
Arassen Ragaven (ur. 8 kwietnia 1987 w Paryżu) – maurytyjski piłkarz występujący na pozycji pomocnika. Zawodnik klubu Val Yerres Crosne AF.

## Kariera klubowa
Ragaven urodził się we Francji w rodzinie pochodzenia maurytyjskiego. Karierę rozpoczynał w 2005 roku w rezerwach zespołu FC Lorient, grających w CFA 2 (V liga). W 2007 roku przeszedł do czwartoligowego US Sénart-Moissy, gdzie spędził następne 2 lata. Potem odszedł do amatorskiego FC Melun, a w 2011 roku został graczem klubu Val Yerres Crosne AF.

## Kariera reprezentacyjna
W reprezentacji Mauritiusa Ragaven zadebiutował w 2006 roku.